# Condado de Cheste
El condado de Cheste es un título nobiliario español, con grandeza de España originaria, creado el 5 de abril de 1864 por la reina Isabel II para Juan Manuel González de la Pezuela y Ceballos, i marqués de la Pezuela el 28 de septiembre de 1852, gobernador de Puerto Rico, capitán general de los Ejércitos, político, escritor y poeta español. 

## Condes de Cheste
|                        | Titular                                          | Periodo                |
| Creación por Isabel II | Creación por Isabel II                           | Creación por Isabel II |
| ---------------------- | ------------------------------------------------ | ---------------------- |
| I                      | Juan Manuel González de la Pezuela y Ceballos    | 1864-1906              |
| II                     | Lucas Rafael de González de la Pezuela y Ayala   | 1907-1916              |
| III                    | Juan de Ceballos-Escalera de la Pezuela          | 1917-1922              |
| IV                     | José de la Pezuela y Sánchez-Griñán              | 1927-1967              |
| V                      | Juan Manuel Álvarez de Lorenzana y de la Pezuela | 1968-1987              |
| VI                     | Juan Manuel Álvarez de Lorenzana y Oliag         | 1987-pres.             |

## Historia de los condes de Cheste
- Juan Manuel González de la Pezuela y Ceballos (Lima, 16 de mayo de 1810-Madrid, 1 de noviembre de 1906), i conde de Cheste, grande de España,[2] y i marqués de la Pezuela.[3] Fue director de la Real Academia Española, senador y caballero de la Orden del Toisón de Oro.[2] Era hijo del teniente general Joaquín González de la Pezuela y Sánchez, trigésimo noveno virrey del Perú y i marqués de Viluma, y de su esposa Ángela de Ceballos y Olarría.[4]

Casó el 24 de junio de 1837 con Eusebia Javiera López de Ayala y Ortiz de Urbina. Sucedió su hijo en 11 de septiembre de 1907:
- Lucas Rafael de González de la Pezuela y Ayala (Vitoria, 18 de octubre de 1842-Madrid, 23 de octubre de 1916), ii conde de Cheste, grande de España,[2] ii marqués de la Pezuela por cesión de su padre en 1868 y senador.[5]

Casó, el 16 de julio de 1868, con Francisca Roget y Pujadas, natural de Matanzas, Cuba. En 2 de julio de 1917, sucedió su sobrino, hijo de Rafael Ceballos-Escalera y de la Pezuela y de su esposa Isabel de la Pezuela y López de Ayala.
- Juan de Ceballos-Escalera de la Pezuela (1883-22 de junio de 1922), iii conde de Cheste, grande de España[2] y iii marqués de la Pezuela.[7]

En 25 de febrero de 1927, sucedió un pariente de una rama colateral:
- José de la Pezuela y Sánchez-Griñán (Santiago de Cuba, Cuba 23 de enero de 1887-14 de abril de 1967), iv conde de Cheste grande de España[2] y v marqués de Viluma en 1911.[8] Era hijo de Juan Manuel de la Pezuela y Vinent, coronel caballería de los reales ejércitos y ayudante de campo de los capitanes general de la isla de Cuba, y de Edelmira Sánchez-Griñán y Masó.[8]

Le sucedió, en 20 de diciembre de 1968, su sobrino:
- Juan Manuel Álvarez de Lorenzana y de la Pezuela (m. 20 de enero de 1987[2]), v conde de Cheste, grande de España[2] y xiii vizconde de Barrantes[9]

Casó en primeras nupcias, el 24 de febrero de 1940, con María Luisa Oliag y Sancho. Contrajo  un segundo matrimonio en 1949 con Virginia de Matos. Casó en terceras nupcias, el 19 de diciembre de 1950, con María Antonia Valea y Mencía. Sucedió, en 30 de junio de 1987, su hijo del primer matrimonio:
- Juan Manuel Álvarez de Lorenzana y Oliag, vi conde de Cheste, grande de España[2] y xiv vizconde de Barrantes[10]

Casó con Elisabeth Owen MacLaren.